# Leucania bifasciata
Leucania bifasciata är en fjärilsart som beskrevs av Moore 1888. Leucania bifasciata ingår i släktet Leucania och familjen nattflyn. Inga underarter finns listade i Catalogue of Life.